# Krištofova Gora, Mostič
Krištofova Gora, slovensko lokalno narečno tudi samo Krištof,  nemško Christofberg je višinska vasica in romarski kraj v občini Mostič v okraju Šentvid ob Glini na avstrijskem Koroškem. Vas ima 31 prebivalcev 1.1.2023. Nahaja se na ozemlju katastrske občine Šentlips pri Rajneku/St. Filippen. 

## Lokacija
Vas leži na jugovzhodu političnega oz. upravnega okraja Šentvid ob Glini, na jugozahodnem robu občine Mostič na območju istoimenske gore in sosednjih vrhov in hribov, znanih tudi pod imenom Hrebelja oz. domače Hreblje ali nemško Krähwald.  
S Krištofove Gore in domače gostilne poleg cerkve je čudovit pogled na Triglav, ki je od tod videti s tremi vrhovi kot na državnem grbu južne sosednje države.
Čez Krištofovo goro / Krištof poteka meja med političnima okrajoma Šentvid ob Glini in Celovec-dežela. Zato je vas Krištofova Gora razdeljena na dve občini: večji, severovzhodni del, vključno s podružnično cerkvijo Krištofova Gora, tvori vas Krištofova Gora v tukaj obravnavani občini Mostič, manjši, jugozahodni del pa tvori vas Krištofova Gora v občini Štalenska gora / Magdalensberg. 

## Zgodovinski utrinki
Na gozdnatem griču slab 1 km jugovzhodno od Krištofove gore (Landschadenkogel) je nekoč bilo obsežno naselje iz obdobja halštatske kulture. Dobro se vidijo ostanki obzidja.
Cinabarit, ki prevladuje na Krištofovi gori na območju Steinbruchkogela, so kopali že rimsko-keltstki naseljenci. Le-ta je služil kot material za mlinske kamne na Štalenski gori.

### Koseškisrenjski gozd na Krištofovi gori
Iz karantanske dobe so ostali sledovi v skupni lastninski strukturi gozdov na Krištofovi gori kmetov v dolini. To jeprav eden najbolj nenavadnih zgodovinskih pojavov na območju Krištofove gore. V 16. stoletju je bil ta gozdni kompleks pod skupnim gospostvom gospostev Kamen v Podjuni, Timenica in Ojstrovica, ki so dokazano upravljala številne  koseze. Ta struktura gozdnih parcel izvira iz srenjske lastnine celotnih vaških skupnosti kosezovov, ki so - kot je dokazal Herwig Ebner - pogosto imele obsežne gozdove. Nazoren primer tega na območju občine je obsežen srenjski gozd, ki so ga imeli kmetje iz številnih vasi na Krištofovi gori. Po zemljiški odvezi leta 1848 je bilo treba lastništvo tega gozda, velikega približno 300 hektarjev, reorganizirati. Leta 1864 je komisija za odkup zemljiškega bremena odredila, da se zemljišče enakomerno dodeli vsem kmetom in kajžlarjem, upravičenim do njegove uporabe, pri čemer velikost njihove posesti pri razdelitvi ni imela nobene vloge. Posestni kompleks, ki je bil sprva še vedno v skupni upravi, je bil okoli leta 1880 razdeljen na vaške parcele in kmalu zatem prenesen na posamezne solastnike v obliki manjših delov parcel v njihovih zemljiških knjigah. To je prizadelo posesti v Otmanje/ Ottmanach (4), Rotmanja vas / Rottmannsdorf (1), Nica vas /Eixendorf (14), Breza /Pirk (6), Sekov /Skukau (4), Spodnje Goriče /Kleingörtschach (2), Zgornje Goriče /Großgörtschach (6), Smolje /Kronabeth (1), Mižlja vas /Gammersdorf (7), Dominča vas /Deinsdorf (6), Ličje /Leibnitz (3), Zapuže /Haag (3), Domačnja vas /Matzendorf (6), Vasja vas /Lassendorf (8), Timenica /Timenitz (6), Rožna vas / Rosendorf (1), Varpja vas/ Arndorf (1), Trebeša vas /Treffelsdorf (1), Hreblje / Krähwald (10), Krištofova Gora /Christofberg (3), Šentlipš /St. Filippen (2), Frajnberk / Freudenberg (2), Žilje /Sillebrücke (1), Hrovače /Krobathen (1), Bela /Vellach (1), Virnja vas /Geiersdorf (7), Svinča vas /Zinsdorf (1), Bezovje /Hollern (2) in Šentlovrenc /St. Lorenzen (8)..
Prav zaradi pravno-politične vključitve v večinsko nemško-govoreči okraj Šentvid ob Glini se je zgodovinska jezikovna podoba dokaj prej spremenila oz. je bil prehod v nemščino na Hrebljah bolj zgoden, kar je tudi razvidno v dvojezičnih krajevnih imenikih. 
4. junija 1919, za časa Koroškega obrambnega boja oz. boja za severno mejo so jugoslovanske čete zasedle področje Krištofove Gore in izgnali tamkajšnje prebivalstvo. Med bojem na domačiji Appetschnig sta bila ustreljena dva kmeta iz Šentlipša pri Rajneku na vznožju gore. Na to spominja vojni spomenik na vrhu Apetschnigkogl. Slovenski rokopisni napis na orglah v cerkvi na Krištofovi Gori je iz tega časa.

## Podružnična cerkev na Krištofovi Gori
- Krištofova cerkev
- Oltarna figura svetega Krištofa
- Podoba sv. Krištofa na levem stranskem oltarju
- Kapela na Krištofovi gori

Katoliška podružnična cerkev na Krištofovi Gori, posvečena svetemu Krištofu se nahaja v istoimenski vasi v tržni občini Mostič na avstrijskem Koroškem visoko nad Celovškim poljem. Leži na nadmorski višini 957 m na samem vrhu gore in je vidna od daleč.  Obdana je z obzidjem. Preprosta stavba je bila zgrajena leta 1627 pod vodstvom opata Hieronyma Marchstallerja iz  benediktinskega samostana Šentpavel v  Labotski dolini. Prenovljena je bila v 19. stoletju. 

### Zgradba
Na južni strani rahlo zamaknjenega kora je zakristijski stolp s piramidno streho. Notranjost je preplavljena s svetlobo skozi šilasto obokana gotska okna iz sredine 19. stoletja. Zahodni nadstrešek sloni na stebrih. Ladja ima ravno streho in okroglo obokan slavolok. Kor je enotravelen s triosminskim zaključkom in prepojno obokan.

### Oprema
Zgodnjebaročni veliki oltar je iz okoli leta 1630/1640, ima triconsko strukturo nad visokim podnožjem, prvi in drugi pas sta predstavljena v obliki edikula s stranskimi konzolnimi figurami pod baldahinskimi loki, tretji pas je okroglo ločen ornamentalni okvir, ob strani sta predstavljeni dve figuri angelov, zaključek je razpelo. V sredini je lik svetega Krištofa, na levi lik svetega Petra, na desni pa sveti Pavel iz Tarza .
V drugem območju se nahaja  podoba sveteta Roka, na levi lik svete Barbare iz Nikomedije, na desni strani svete Marjete_Antiohijske ter ena pietà. Tabernakelj iz leta 1771 je pripisan Johannu Pacherju. Levi stranski oltar (1771) in prižnica (1771) prav tako izhajata iz delavnice Johanna Pacherja, mizarsko delo je opravil Leopold Schmidt; Leta 1773 ga je uokviril Franz Höcher. Desni stranski oltar je iz okoli leta 1700. Krasijo ga poslikani antependiji iz sredine 18. stoletja. Leta 1988 sta bila obnovljena oba stranska oltarja.
Verjetno iz 19. stoletja je po pričevanjih domačinov tudi izviral slikani križev pot s slovenskimi podnapisi, ki ga pa ni več, saj je Krištofova gora bila pomembna božja pot iz Mežiške doline in iz Sel v Karavankah. 

### Zvonovi
Zvonovi prihajajo od dveh mojstrov Mathiasa Landsmanna iz leta 1673 ter od Marxa Mathiasa Zechenterja iz leta 1719.

### Kapelica
Južno od cerkve se nahaja polkrožna stavba s čebulasto streho iz leta 1782, ki je vzidana v obzidje in je spredaj odprta. Prikazuje priljubljeno podobo sv. Krištofa.

### Romanja
Na vrhuncu čaščenja sv. Krištofa v 17. in 18. stoletju je prišlo do romarskega gibanja na Krištofovo Goro. Dokumentirano je, da je bilo leta 1772 30 velikih procesij na dva glavna praznična dneva (svetega Jakoba (25. julij; hkrati dan  svetega Krištofa/Šentkrištofa) in svetega Lovrenca/šentlovrenca (10. avgust; Lovrenc je v cerkvi upodobljen kot diakon z rjo). Domneva pa se, da je bila Krištofova že dolgo pred tem pomemben romarski cilj.
Tretji petek po veliki noči je romanje na tri vrhove: Krištofova gora/Christofberg, Štalenska gora / Magdalensberg in Šenturška gora/Ulrichsberg. Tudi to romanje je treba opraviti v enem dnevu. Romanje z žegnanjem rži poteka na Krištofovo goro na sv. Lavrentija (10. avgusta), ki so se ga udeležili predvsem romarji iz Sel / Zell in Mežiške doline. 

### Legende

#### Kako je Krištof prišel na goro
Legenda pripoveduje, da je sveti Krištof živel na Uršlji gori (v današnji Sloveniji) in tamkajšnjim kmetom pomagal dosegati bogate letine. Ko se mu niso zahvalili, ampak so le uživali v svojem življenju v izobilju, je Kripštof odšel od tam in se na Kriptofovi gori okrepčal s sveže pečenim kruhom, ki ga je kmečka žena pustila pred vrati, da se ohladi. Ker so mu bili všeč tukajšnji pobožni in dobrodelni ljudje, se je za stalno naselil na Krištofovi Gori. Zaradi tega je bila na Urški gori ena slaba letina za drugo. Šele odkar so lokalni kmetje začeli romati na Krištofovo goro, je šlo spet na bolje.

#### Kralj Matjažin Krištofova Gora
Furman iz Šentjakoba v Rožu se je nekoč vrnil domov z Madžarske s tovorom vina. Ko se pelje skozi velik gozd pod veliko goro, zagleda na pol v skalo vzidano hišo, katere streha komaj štrli iz gore. Čeden vitez, opasan z mečem, stoji pred vrati in vpraša furmana: »Prijatelj, ti si iz naših zgornjih krajev; Povejte mi, ali mravlje še vedno plezajo na tri vrhove, Šentkrištof, Štalenska gora in Šenturška_gora?« – »Še vedno plezajo, a vse manj.« – »Recite doma: ko bo vera tako usahnila, če nihče več ne gre na tri vrhove, se bom pojavil jaz s svojo črno množico.« – »Kdo si ti?« je vprašal furman. – »Jaz sem kralj Matija Korvin. Pridi bliže in pojdi z menoj v to hišo, da se boš sam prepričal!" Mož je ubogal in Kralj Matjaž je rekel: "Pridi za mano in poglej čez mojo desno pazduho skozi to okno!" Storil je, kot mu je bilo rečeno, in zagledal ravnino, dolgo in široko. Prekrivali so jo oboroženi bojevniki, ki so nepremično in tiho spali ob svojih konjih. »No, to je črna množica,« je rekel kralj začudenemu človeku; »Poglej še enkrat skozi okno!« je kralj Matjaž nežno prijel sabljo in jo rahlo potegnil iz nožnice. In glej! Vsa vojska je oživela. Bojevniki so dvignili glave, konji so stresli grive, rjoveli in topotali s kopiti. »No, ali si videl?« je nadaljeval kralj; »Kmalu bom vstal in potegnil sabljo. Zapihal bo blag vetrič in vsakomur navdahnil eno misel. Moji bojevniki bodo zajahali svoje konje, potem bo izbruhnila sveta bitka za pravo vero.”

## Pohodniške poti
Pohodniška pot od Štalenske gore z zahoda do Krištofove cerkve in od tam naprej proti severovzhodu čez Lipej (Lippekogel) navzdol do Mostiča je del koroške romarske poti 06 v  Marijino Celje, ki vodi od Celovca do Ivnika (Eibiswald) na avstrijskem Štajerskem. To pot lahko uporabite tudi, če uporabite parkirišče pod cerkvijo na Krištofovi Gori kot izhodišče za nadaljevanje pohoda proti Štalenski gori s cerkvijo in arheološkim parkom. Na pol poti med Krištofovo Goro in Štalensko goro se proti severu odcepi pohodniška pot, ki vodi ob Labongraben navzdol do gradu Ostrovica.
Pot iz Krištofove Gore proti Mostiču vodi mimo propadajočega posestva Wartschler, ki je približno na polovici pohodniške poti do panoramskega Lippekogla, kjer kamnite klopi vabijo k počitku. Pod vrhom Lippekogla si lahko ogledate številne mlinske kamne iz Steinbruchkogla na domačiji Mothe v Zgornjih Hreblljah / Oberkrähwald. Od tam se po makadamski cesti ali pešpoti spustimo v dolino do Mostiča.
Med cewrkvijo sv. Krištofa in Wartschler se proti vzhodu odcepi pohodniška pot do Apetschnigkogel, do katere lahko pridete tudi z avtomobilom z vzhoda iz Šentlipša
Z vzhoda vodi označena pohodniška pot od Šentlišša  mimo Kulnighofa do cerkve sv. Krištofa.